# Albert Först
Albert Johannes Först OCarm, portugiesisch Alberto Johannes Först, (* 26. November 1926 in Gunzendorf; † 1. November 2014 in Eggolsheim) war ein deutscher Geistlicher und römisch-katholischer Bischof von Dourados.

## Leben
Albert Johannes Först trat der Ordensgemeinschaft der Karmeliten bei und empfing am 29. Juni 1952 die Priesterweihe. Seit 1954 wirkte er als Missionar in Brasilien und baute dort das Provinzkommissariat seines Ordens in Paranavaí auf. 1985 wurde er zum Generalvikar des Bistums Dourados berufen.
Papst Johannes Paul II. ernannte ihn am 6. Juli 1988 zum Koadjutorbischof von Dourados. Der Bischof von Dourados, Theodard Leitz OFM, spendete ihm am 7. September 1988 die Bischofsweihe; Mitkonsekratoren waren Vitório Pavanello SDB, Erzbischof von Campo Grande, und Eliseu Maria Gomes de Oliveira OCarm, Bischof von Itabuna. Mit der Emeritierung am 12. Mai 1990 Teodard Leitz’ folgte er ihm als Bischof von Dourados nach. 1994 war er Gründer des Centro de Integracão do Adolescente Dom Alberto, das sich um die Ausbildung von Kindern und Jugendlichen aus sozial schwachen Familien kümmert.
Am 5. Dezember 2001 nahm Papst Johannes Paul II. seinen altersbedingten Rücktritt an. Er verbrachte seinen Ruhestand ab 2009 im oberfränkischen Eggolsheim.